# Премия комсомола Татарии имени Мусы Джалиля
Премия комсомола Татарии имени Мусы Джалиля — премия Татарского областного комитета ВЛКСМ, учрежденная в честь 50-летия Ленинского комсомола в целях повышения творческой активности молодых писателей, композиторов, художников, актёров Татарской АССР по созданию «ярких в идейном и художественном отношении произведений литературы и искусства о советской молодёжи». Вручалась с 1968 по 1990 год.
В 1997 году указом президента Республики Татарстан была учреждена премия с похожим названием — Республиканская премия имени Мусы Джалиля.

## История
11 декабря 1967 года постановлением бюро Татарского областного комитета ВЛКСМ была учреждена премия комсомола Татарии имени Мусы Джалиля «в честь 50-летия Ленинского комсомола и в целях дальнейшего повышения творческой активности молодых писателей, композиторов, художников, актёров республики по созданию ярких в идейном и художественном отношении произведений литературы и искусства о советской молодёжи». В ряде источников указывается, что решение о создании премии было принято в июле 1967 года. Премии присуждались «за значительные по идейному содержанию и художественным достоинствам произведения молодых авторов в области литературы и искусства», а именно:
- за лучшие произведения художественной литературы, критики, публицистики и журналистики;
- за лучшие произведения музыкального искусства;
- за лучшие произведения изобразительного искусства;
- за лучшую исполнительскую деятельность (профессиональные и народные);
- за лучшие кинофильмы (профессиональные и любительские, художественные и документальные, в полнометражном и короткометражном исполнении), режиссёрское, операторское и актёрское мастерство.

Присуждение премии производилось ежегодно 29 октября, в день образования комсомола. Тем же постановлением было утверждено положение премии, в котором указывалось, что она присуждается «за наиболее значительные в идейном и художественном отношении произведения литературы и искусства и за лучшую исполнительскую деятельность, способствующие коммунистическому воспитанию молодёжи, отвечающие принципам социалистического реализма и получившие признание молодёжи республики». Первым председателем комитета по премиям был назначен секретарь Татарского обкома ВЛКСМ Р. Д. Фархиев. Представление кандидатов на соискание премии производилось районными и городскими комитетами ВЛКСМ, министерством культуры ТАССР, правлениями творческих союзов, редакционными коллегиями газет и журналов, комитетом по радиовещанию и телевидению при совете министров ТАССР, Татарским книжным издательством, средними специальными и высшими учебными заведениями, общественными организациями и комсомольскими собраниями. Произведения и работы представлялись в комитет до 1 сентября каждого года, тогда как принятый к рассмотрению перечень номинантов публиковался в печати за два месяца до присуждения премии. Кандидатура автора не принималась, если он за выдвинутые произведения ранее уже был удостоен премий республиканского и союзного уровня. Решение о присуждении премии принималось соответствующим комитетом, а затем утверждалось на заседании бюро обкома ВЛКСМ. Финансовый эквивалент премии составлял 500 рублей. Денежная составляющая делилась поровну между членами коллектива, а при наличии руководителя ему выдавалась большая часть премии. Имена лауреатов премии заносились в Книгу почёта обкома ВЛКСМ, им вручался диплом и почётный знак. Знак представлял собой круглую медаль из металла, крепившуюся при помощи кольца к прямоугольной колодке с лентой красного цвета и булавкой для ношения на одежде. На аверсе изображался профильный портрет Джалиля с лавровой ветвью, а на реверсе — надпись в пять строк «Лауреат премии комсомола Татарии имени» и ниже полукругом «Мусы Джалиля». Знак было предписано носить на правой стороне груди, выше орденов и медалей СССР.

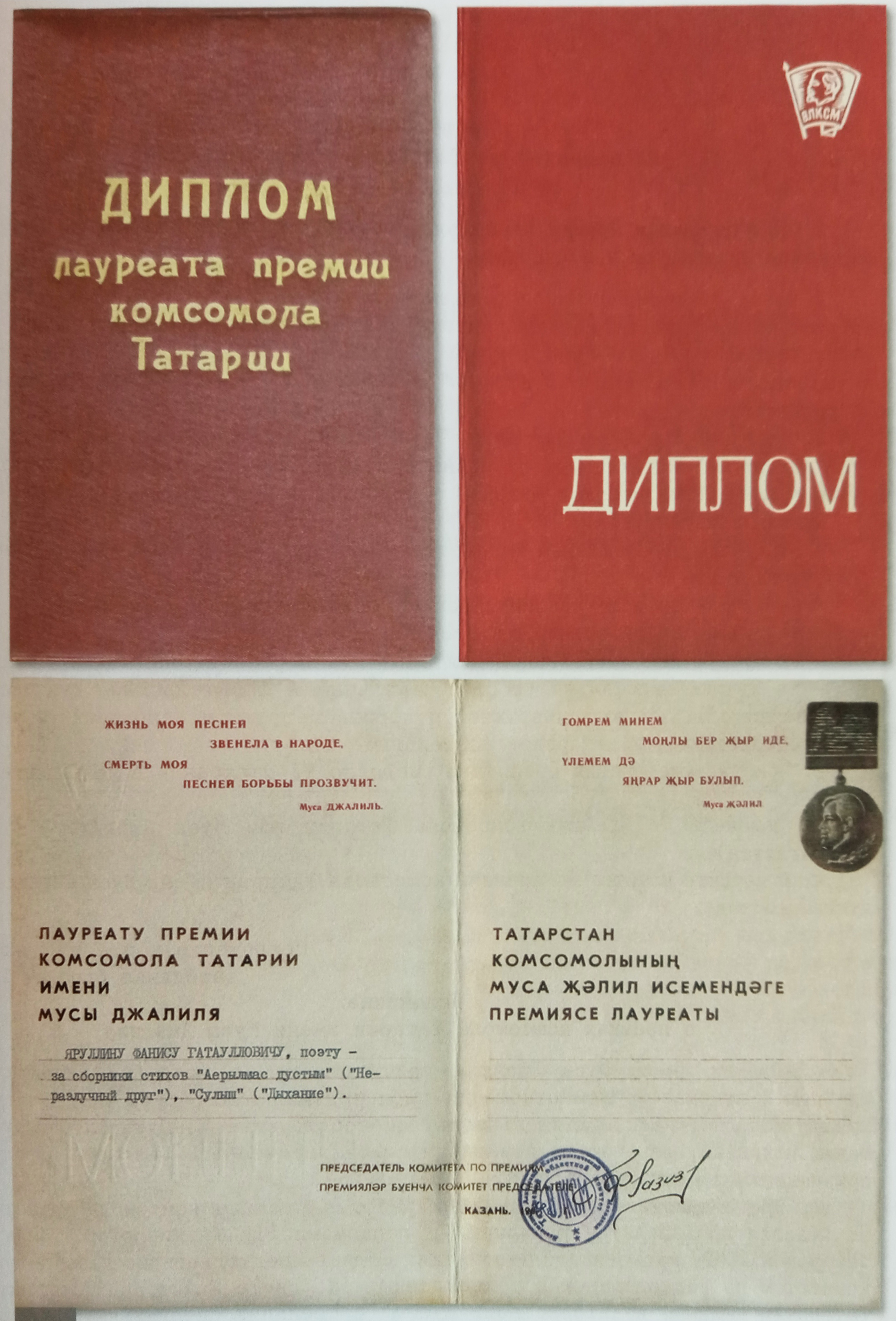
Дипломы лауреатов премии

24 декабря 1973 года постановлением бюро Татарского областного комитета ВЛКСМ была учреждена премия комсомола Татарии имени Мусы Джалиля в области науки, техники и производства «в целях поощрения лучших молодых научных работников, инженеров, аспирантов, преподавателей вузов, молодых рабочих, колхозников и специалистов народного хозяйства за научные исследования и новые технические решения, вносящие важный вклад в развитие советской науки, техники и производства». Представление кандидатов на соискание премии производилось комсомольскими комитетами, первичными комсомольскими организациями, советами молодых учёных и специалистов научных учреждений, предприятий, высших учебных заведений, президиумом Казанского филиала Академии наук СССР, научными и инженерно техническими обществами, коллегиями министерств, учёными и научно-техническими советами научно-исследовательских организаций, предприятий, высших учебных заведений. На премию выдвигались «научные работы, вносящие важный вклад в развитие отечественной науки, глубокие теоретические исследования по вопросам марксистско-ленинской науки и экономики, работы по созданию и внедрению в народное хозяйство наиболее прогрессивных технических процессов, материалов, машин и механизмов, работы по внедрению передового производственно-технического опыта, имеющего большое народно-хозяйственное значение». Закрытые работы к рассмотрению не принимались, тогда как состав авторского коллектива не должен был превышать пять человек. Выдвинутые кандидатуры рассматривались советом молодых учёных обкома ВЛКСМ, решение о присуждении премии принималось комитетом по премиям в области науки, техники и производства, а затем утверждалось на заседании бюро. Сведения о выдвинутых работах публиковались в газетах «Комсомолец Татарии» и «Татарстан яшьләре». Повторное награждение премией не производилось. Присуждение премии осуществлялось также 29 октября, но уже один раз в два года. Лауреатам премии также вручались диплом, почётный знак, а помимо этого денежная составляющая в размере 250 рублей. Всего, обоими премиями было отмечено 85 человек.
После начала «перестройки», в условиях преодоления кризисных явлений и поиска новых путей дальнейшего развития, в 1990 году Татарский обком ВЛКСМ был переименован в реском, который затем вовсе ликвидирован «в связи с утерей необходимости дальнейшего осуществления своих функциональных обязанностей» с последующей передачей имущества правопреемнику в лице республиканского Совета молодёжных организаций.